# سولکاوا
سولْکاوا (به فنلاندی: Sulkava) یک منطقهٔ مسکونی در فنلاند است که در ساوونیای جنوبی واقع شده‌است.